# Побег (фильм, 1978)
«Побе́г» (фр. La Carapate) — кинофильм, лёгкая французская комедия положений с Пьером Ришаром и Виктором Лану в главных ролях. Премьера во Франции состоялась 11 октября 1978 года.

## Сюжет
27 мая 1968 года адвокат Жан-Филипп Дюрок приехал в тюрьму, чтобы сообщить своему подзащитному — несправедливо осуждённому на смерть Марселю Голару о том, что его апелляция отклонена, но он, адвокат, попытается получить для него президентское помилование, и для этого у него уже назначена встреча с президентом Франции генералом Де Голлем. Но именно в этот день в тюрьме случился массовый бунт с побегом. К беглецам подключился и Голар. Стянув с потерявшего сознание от удара Голара Жана-Филиппа штаны и пиджак и надев их, Голар спокойно, под видом скромного адвоката и по его пропуску, вышел из тюрьмы. Очнувшегося Дюрока, выскочившего из тюрьмы в одних трусах и рубашке, тут же чуть не сбила его собственная машина, за рулём которой сидел Голар. Сев в машину, Жан-Филипп стал уговаривать Голара вернуться в тюрьму, а не то ему светит ещё один срок, теперь уже справедливый. Однако Голар не внял доброму совету Дюрока. Дюрока объявляют в розыск как соучастника побега, якобы напавшего на охранника. Они вместе пускаются в бега. После серии приключений Дюрок добивается для Голара помилования от самого генерала де Голля. Голар, добровольно явившись в полицию, восстанавливает честное имя Дюрока, но в тот же день совершает ещё один побег, на чём фильм и заканчивается.

## Исторические события
В фильме отражены майские события во Франции 1968 года, которые привели к отставке президента Шарля де Голля. В частности, использованы подлинные записи обращений президента по телевидению. В фильме также показан вылет Шарля де Голля на вертолёте в Баден-Баден, в расположение оккупационных войск Франции в ФРГ, который имел место 29 мая 1968 года.

## В ролях
| Актёр               | Роль                                         |
| ------------------- | -------------------------------------------- |
| Пьер Ришар          | адвокат Жан-Филипп Дюрок                     |
| Виктор Лану         | приговорённый к смертной казни Марсель Голар |
| Раймон Бюссьер      | отец Дюрока                                  |
| Жан-Пьер Дарра      | Жак Паниво                                   |
| Ивонн Годо          | Жизель Паниво                                |
| Клэр Ришар          | Бах-Йен возлюбленная Голара                  |
| Робер Дальбан       | бармен                                       |
| Жак Франц           | Рошто                                        |
| Бланш Равалек       | Маргарита                                    |
| Клод Броссе         | Гюстав                                       |
| Бернар Гранже       | Жано                                         |
| Адриен Кайла-Легран | президент Франции, генерал Де Голль          |
| Катя Ченко          | проститутка                                  |